# Bahrlutia ghorella
Bahrlutia ghorella är en fjärilsart som beskrevs av Hans Georg Amsel 1935. Bahrlutia ghorella ingår i släktet Bahrlutia och familjen Plutellidae. Inga underarter finns listade i Catalogue of Life.